# District de Hongwei
Le district de Hongwei (宏伟区 ; pinyin : Hóngwěi Qū) est une subdivision administrative de la province du Liaoning en Chine. Il est placé sous la juridiction de la ville-préfecture de Liaoyang.